# Snow Business
La Snow Business International è un'azienda britannica, specializzata negli effetti speciali fisici, in particolare in quelli invernali.

## Filmografia parziale
- La pazzia di Re Giorgio (1994)
- Ritratto di signora (1996)
- L'uomo che sussurrava ai cavalli (1998)
- Jack Frost (1998)
- Notting Hill (1999)
- Insider - Dietro la verità (1999)
- Il mistero di Sleepy Hollow (1999)
- Wonder Boys (2000)
- Il patriota (2000)
- The Man Who Cried - L'uomo che pianse (2000)
- Pandaemonium (2000)
- La carica dei 102 - Un nuovo colpo di coda (2000)
- The Family Man (2000)
- Il nemico alle porte (2001)
- Il diario di Bridget Jones (2001)
- La mummia - Il ritorno (2001)
- Lara Croft: Tomb Raider (2001)
- Harry Potter e la pietra filosofale (2001)
- Behind Enemy Lines - Dietro le linee nemiche (2001)
- Vanilla Sky (2001)
- The Time Machine (2002)
- Killing me softly - Uccidimi dolcemente (2002)
- In America - Il sogno che non c'era (2002)
- Harry Potter e la camera dei segreti (2002)
- La morte può attendere (2002)
- Gangs of New York (2002)
- Love Actually - L'amore davvero (2003)
- Amore senza confini (2003)
- Ritorno a Cold Mountain (2003)
- Hellboy (2004)
- Troy (2004)
- L'alba del giorno dopo (2004)
- Harry Potter e il prigioniero di Azkaban (2004)
- Tu chiamami Peter (2004)
- The Chronicles of Riddick (2004)
- King Arthur (2004)
- La fiera della vanità (2004)
- Una teenager alla Casa Bianca (2004)
- Che pasticcio, Bridget Jones! (2004)
- Il fantasma dell'opera (2004)
- The Jacket (2005)
- Guida galattica per autostoppisti (2005)
- Le crociate - Kingdom of Heaven (2005)
- Batman Begins (2005)
- La fabbrica di cioccolato (2005)
- Nanny McPhee - Tata Matilda (2005)
- In Bruges - La coscienza dell'assassino (2008)
- Bright Star (2009)